# Spilarctia metaxantha
Spilarctia metaxantha là một loài bướm đêm thuộc phân họ Arctiinae, họ Erebidae.